# Hypolepis elegans
Hypolepis elegans là một loài dương xỉ trong họ Dennstaedtiaceae. Loài này được Carruth. mô tả khoa học đầu tiên năm 1868.
Danh pháp khoa học của loài này chưa được làm sáng tỏ. 